# Architecte du patrimoine
En France, les architectes du patrimoine sont des architectes spécialisés dans l’entretien, la restauration, la réhabilitation et l’aménagement de sites patrimoniaux, notamment des bâtiments protégés ou aux abords des monuments historiques et en matière d’intégration urbaine et paysagère. Ils sont diplômés de l’École de Chaillot.
L’appellation exacte d'« architecte du patrimoine » est réservée aux diplômés du CEDHEC. Les autres formations permettent cependant l’usage du titre d’« architecte spécialiste du patrimoine » ou d’« architecte spécialisé en patrimoine ». Ils sont donc habilités à intervenir sur les édifices protégés au titre de la loi du 31 décembre 1913 sur les monuments historiques. En effet intervenir sur un monument historique nécessite de recourir dans certains cas à une maîtrise d’œuvre qualifiée. 
Le choix de ces maîtres d’œuvre est effectué par le propriétaire du monument historique, selon les règles qui lui sont propres, sous le contrôle scientifique et technique de l’État,.
Au nombre d'environ 900 au niveau national, ce sont des acteurs incontournables du patrimoine architectural, urbain et paysager, l’association constitue un réseau de professionnels qualifiés répartis sur l’ensemble du territoire national ainsi qu’à l’étranger.
La plupart exercent la maîtrise d’œuvre à titre libéral ou en société d’architecture au service de maîtres d’ouvrages publics et privés.
D’autres intègrent la fonction publique sur concours comme Architectes des bâtiments de France (ABF), Architectes et urbanistes de l’État (AUE), ou entrent au service de collectivités territoriales.
Un concours permet également aux architectes du patrimoine d’intégrer le corps des Architectes en chef des monuments historiques (ACMH) pour la restauration des monuments historiques classés appartenant à l’État (cathédrales, palais nationaux...)
Le corps des architectes en chef des monuments historiques avait ainsi remplacé celui des architecte des bâtiments civils et palais nationaux (BCPN) mis en extinction à partir de 1991.
les dispositions précitées du décret du 28 septembre 2007 ont eu pour effet de permettre de confier la maîtrise d’œuvre des travaux de restauration des monuments historiques classés n’appartenant pas à l’État à d’autres catégories de professionnels que les architectes en chef des monuments historiques. En adoptant ces règles le Gouvernement a entendu mettre le régime français de restauration des monuments historiques, qui avait donné lieu à un avis motivé de la Commission européenne aux autorités françaises le 4 avril 2006, en conformité avec le principe communautaire de libre prestation de services,.
En 2009 est intervenue la privatisation de la maîtrise d’œuvre des travaux sur monuments historiques classés, comme l’étaient déjà les missions de maîtrise d’œuvre sur les immeubles inscrits à l’inventaire supplémentaire des monuments historiques. La maîtrise d’œuvre est dorénavant privée et exercée par les architectes du patrimoine, mis en concurrence.

## Domaines d’intervention
- Projets de restauration ou de reconversion de bâtiments,
- Projets d’extension ou de construction neuve,
- Étude de mise en valeur et d’aménagement,
- Problématiques d’intégration urbaine et paysagère,
- Intervention sur des édifices protégés au titre des monuments historiques inscrits et classés n’appartenant pas à l’État,
- Analyse et diagnostic d’ensembles urbains et paysagers patrimoniaux,
- Interventions dans les Zones et périmètres de protection du patrimoine architectural, urbain et paysager[12], Plans de sauvegarde et de mise en valeur...,
- Restauration du patrimoine non protégé, du patrimoine rural et du bâti ancien en général.

## Cité de l’architecture et du patrimoine
L'École de Chaillot est un établissement public d'enseignement supérieur, relevant du ministère chargé de la culture, ouvert sur concours à des architectes déjà diplômés. Elle forme, depuis 1887, les praticiens se destinant aux concours et carrières d'architecte en chef des monuments historiques (ACMH), puis d'architecte des bâtiments de France (ABF), aujourd'hui « Architecte urbaniste de l'État » (AUE, option Patrimoine), ainsi que les architectes du Patrimoine français et étrangers qui y obtiennent le Diplôme de spécialisation et d'approfondissement (DSA) en « architecture et patrimoine »
Elle a pour mission d’assurer la promotion de l’architecture française en France et à l’étranger, et de faire découvrir les œuvres 
Elle constitue aujourd'hui l'un des départements de la Cité de l’architecture et du patrimoine avec le Musée des Monuments français (1795) / Musée des monuments français créé en 1879 par Eugène Viollet-le-Duc et l'Institut français d’architecture (IFA). Elle est installée dans l'aile et le pavillon d'about du Palais de Chaillot, dans le 16e arrondissement de Paris.

### Diplôme de spécialisation et d'approfondissement (DSA), mention «architecture et patrimoine»
Cursus et durée des études :
La formation au DSA « architecture et patrimoine » est destinée aux architectes ayant vocation à devenir des professionnels de la réhabilitation, de la restauration, de la réutilisation et de la mise en valeur de bâtiments ou de sites anciens.
Elle est accessible après un concours d’entrée (sélection sur dossier, puis épreuves de dessin et oral), ouvert aux architectes diplômés (bac+5) et se déroule sur deux années scolaires. Elle s'articule autour de différents pôles : celui de l'édifice, celui de la ville et du paysage, et celui de l'histoire de la législation et de la gestion du patrimoine.
À l'issue de leur formation, ces architectes spécialisés peuvent adhérer à l'association des « architectes du patrimoine » destinée à regrouper l'ensemble des architectes issus de cette formation.
Si la plupart des diplômés exercent dans la maîtrise d’œuvre patrimoniale, certains se dirigent vers la fonction publique d'État (architecte des bâtiments de France (ABF), architectes et urbanistes de l’État (AUE), la fonction publique territoriale (dans les collectivités territoriales) ou encore intègrent, sur concours, le corps des architectes en chef des monuments historiques (ACMH) afin d'exercer sur les monuments historiques classés appartenant à l’État (bâtiments civils, cathédrales, domaines et palais nationaux...).

## Associations
- Association des Architectes du Patrimoine[15]. Également diplômés de l’École de Chaillot, les Architectes du Patrimoine sont des architectes. La plupart exercent la maîtrise d’œuvre à titre libéral ou en société d’architecture au service de maîtres d’ouvrages publics et privés. Certains intègrent la fonction publique sur concours comme Architectes des bâtiments de France (ABF), Architectes et urbanistes de l’État (AUE), ou entrent au service de collectivités territoriales.
- L’association des architectes et urbanistes de l’État (ANABF) occupant les fonctions d’architectes des bâtiments de France[16], [17].
- L’association des architectes et urbanistes de l'État (AAUE) employés par le ministère de l’écologie[18].
- La Compagnie des architectes en chef des monuments historiques[19].